# Lindsaea kingii
Lindsaea kingii är en ormbunkeart som beskrevs av Edwin Bingham Copeland. Lindsaea kingii ingår i släktet Lindsaea och familjen Lindsaeaceae. Inga underarter finns listade.